# Lány 48 kg-os súlyemelés a 2010. évi nyári ifjúsági olimpiai játékokon
A 2010. évi nyári ifjúsági olimpiai játékokon a súlyemelés lány 48 kg-os versenyszámát augusztus 15-én 14:30-kor rendezték meg a Toa Payoh Sports Hallban. A résztvevők legfeljebb 48 kg-os testtömeggel indulhattak.
A végeredménynél összeadódott az emelő legjobb szakítás és lökés eredménye. A versenyzőknek fogásnemenként három gyakorlat állt rendelkezésükre; az emelés eredménye a legnehezebb sikeresen felemelt súly volt.

## Eredmények
Az eredmények kilogrammban értendők.

### Végeredmény
| H     | Név                   | Nemzet              | Cs | Súly  | Szakítás | Szakítás | Szakítás | Szakítás | Lökés | Lökés | Lökés | Lökés | Össz. |
| H     | Név                   | Nemzet              | Cs | Súly  | 1        | 2        | 3        | E        | 1     | 2     | 3     | E     | Össz. |
| ----- | --------------------- | ------------------- | -- | ----- | -------- | -------- | -------- | -------- | ----- | ----- | ----- | ----- | ----- |
| Arany | Tian Yuan             | Kína (CHN)          | A  | 47,82 | 75       | 80       | 85       | 85       | 95    | 100   | 105   | 105   | 190   |
| Ezüst | Sirivimon Pramongkhol | Thaiföld (THA)      | A  | 47,04 | 65       | 68       | 70       | 68       | 89    | 95    | 100   | 95    | 163   |
| Bronz | Genesis Rodriguez     | Venezuela (VEN)     | A  | 47,57 | 67       | 70       | 71       | 71       | 81    | 83    | 87    | 83    | 154   |
| 4.    | Thi Hong Nguyen       | Vietnám (VIE)       | A  | 45,82 | 65       | 70       | 70       | 70       | 75    | 81    | 87    | 81    | 151   |
| 5.    | Santoshi Matsa        | India (IND)         | A  | 47,84 | 62       | 62       | 65       | 65       | 80    | 85    | 85    | 85    | 150   |
| 6.    | Atenery Hernandez     | Spanyolország (ESP) | A  | 47,93 | 60       | 63       | 65       | 63       | 73    | 76    | 78    | 76    | 139   |
| 7.    | Kay Khine Khine       | Mianmar (MYA)       | A  | 45,33 | 50       | 55       | 58       | 55       | 65    | 70    | 70    | 65    | 120   |
| 8.    | Berki Lilla           | Magyarország (HUN)  | A  | 46,03 | 40       | 43       | 46       | 46       | 53    | 57    | 60    | 57    | 103   |

## Fordítás
Ez a szócikk részben vagy egészben  a   Weightlifting at the 2010 Summer Youth Olympics – Girls' 48 kg című angol Wikipédia-szócikk fordításán alapul.  Az eredeti cikk szerkesztőit annak laptörténete sorolja fel. Ez a jelzés csupán a megfogalmazás eredetét és a szerzői jogokat jelzi, nem szolgál a cikkben szereplő információk forrásmegjelöléseként.